# Gagarin (Oblast' di Smolensk)
Gagarin (in russo Гагарин?) è una città della Russia europea nell'oblast' di Smolensk, capoluogo del Gagarinskij rajon. È situata sulle rive del fiume Gžat', 240 km a nord-est di Smolensk.

## Storia
Fondata nel 1719 con il nome di Gžatsk (Гжатск), fu elevata a città nel 1776. Nel 1968 assunse il nome attuale in onore di Jurij Gagarin, il primo uomo a volare nello spazio, nato nel vicino villaggio di Klušino nel 1934.